# Bianchi S 4
Der Bianchi S 4 (auch Bianchi S.4 und Bianchi Bianchina) ist ein Pkw-Modell. Hersteller war Bianchi aus Italien.

## Beschreibung
Bianchi präsentierte ein reines Fahrgestell auf dem Pariser Autosalon im Oktober 1924. Auf dem Autosalon von Mailand im Frühjahr 1925 wurde ein Komplettfahrzeug gezeigt. Das Modell löste den Bianchi Tipo 16 ab, hatte aber einen kleineren Motor.
Der Vierzylindermotor war wassergekühlt. 64 mm Bohrung und 100 mm Hub ergaben 1287 cm³ Hubraum. Als Motorleistung waren 26 PS bei 3000 Umdrehungen in der Minute angegeben. Eine andere Quelle nennt 32 PS. Damit waren 80 bis 85 km/h Höchstgeschwindigkeit möglich. Als Verbrauch waren sowohl 7 als auch 9 bis 10 Liter auf 100 km angegeben.
Das Fahrgestell hatte 270 cm Radstand. Als Spurweite sind sowohl 125 cm als auch 129 cm angegeben. Limousine, Cabriolet, Landaulet, Tourenwagen, Pick-up und Kastenwagen wurden angeboten.
Der Bianchi Tipo 84 war ähnlich, hatte aber einen geringfügig anderen Motor.
1927 endete die Produktion. Nachfolger wurde der Bianchi S 5, der anfangs einen Motor gleicher Größe hatte.